# دهتاره
دهتاره (به چکی: Dehtáře) یک منطقهٔ مسکونی در جمهوری چک است که در ناحیه پلهریموو واقع شده‌است. دهتاره ۷٫۹۵ کیلومتر مربع مساحت و ۱۰۸ نفر جمعیت دارد و ۵۲۴ متر بالاتر از سطح دریا واقع شده‌است.